# Тапалова, Нурсулу Елубаевна
Нурсулу Елубаевна Тапалова (каз. Нұрсұлу Елубайқызы Тапалова; 13 сентября 1923, Уильский уезд, Уральская губерния, Киргизская АССР (ныне Актюбинской области, Казахстана) — 13 ноября 1998, Алма-Ата, Казахстан) — казахская и советская артистка балета, киноактриса, заслуженная артистка Казахской ССР (1954).

## Биография
Ещё учась в школе, присоединилась к любительской театральной группе. В 13-летнем возрасте поступила в танцевальную школу при Казахском академическом театре оперы и балета.
В 1936—1939 годах обучалась в балетной школе при театре. Ученица К. Джандарбекова.
C 1936 года — солистка балета Казахского академического театре оперы и балета, с 1953 года — солистка «Казахконцерта», работала в различных эстрадных концертах, в жанре миниатюры.
6 ноября 1946 года на правительственном концерте, посвящённом 29-й годовщине Октябрьской революции, исполнила «Казахский танец» Л. Хамиди, созданный под вдохновение «Испанского танца» в «Тореадар и Андалусия» Рубенштейна. Мастерски танцевала в балетах И. В. Морозова «Доктор Айболит» и «Эсмеральда» в постановке М. Моисеева.
Снималась в кино, исполнила роли примерно в 20 кинофильмах.
В 1947 году была избрана депутатом Алматинского городского совета (1947—1949).
В 1954 году перешла на работу в Казахскую государственную филармонию г. Джамбула, где выступала в качестве солистки балета ансамбля песни и пляски Казахской ССР.
В 1958 году Н. Тапалова приняла участие в праздновании Десятилетии казахской литературы и искусства в Москве.

## Семья
- Муж — Шокыр Болтекулы, один из основателей развития спортивного бокса в Казахстане.
- Дочери — Тоты и Айсулу.

## Театральные роли
- Дариге — «Весна» Н. Н. Надирова,
- Зареме — «Бахчисарайский фонтан» Бориса Асафьева,
- испанский танец — «Лебединое озеро» П. И. Чайковского) и др. балеты

Также в национальных операх («Кыз Жибек» Е. Г. Брусиловского, «Абай» А. К. Жубанова и Л. Хамиди, «Биржан и Сара» М. Тулебаева).

## Избранная фильмография
- 1943 — Белая роза — Сабира
- 1952 — Джамбул — Салтанат
- Киноконцерт

## Награды
- Орден «Знак Почёта» (3 января 1959) — за выдающиеся заслуги в развитии казахского искусства и литературы и в связи с декадой казахского искусства и литературы в гор. Москве
- Медаль «За освоение целинных земель» (1957)
- Заслуженная артистка Казахской ССР (1954)